# Colin Bateman
Pour les articles homonymes, voir Bateman.
Colin Bateman est un journaliste et un écrivain nord-irlandais, né à Bangor dans le comté de Down en Irlande du Nord le 13 juin 1962.

## Biographie
Il a commencé sa carrière comme journaliste au County Down Spectator. Il y tenait une chronique satirique sur la société nord irlandaise pour laquelle il reçut le prix de la presse irlandaise.
En tant qu’écrivain, Colin Bateman s’est fait connaître en publiant une série de romans policiers (satiriques eux aussi) mettant en scène Daniel Starkey un jeune journaliste de Crossmaheart une petite bourgade imaginaire d’Irlande du Nord symbole de tous les travers de la société nord irlandaise.
Les romans de Bateman ont un aspect déjanté et sont plein d’humour noir, ce qui lui permet de mettre souvent l’accent sur ce qui fait mal en Irlande du Nord.

## Œuvres
N.B. : dates de parution en France
- Divorce Jack, (Divorcing Jack), Paris : Gallimard (Série noire), 1996
- La Bicyclette de la violence (Cycle of Violence), Paris : Gallimard (Série noire), 1998
- L'Autruche de Manhattan (Of Wee Sweetie Mice and Men), Paris : Gallimard (Série noire), 2001
- La Fille des brumes (Maid of the Mists), Paris : Gallimard (Série noire), 2004
- Turbulences catholiques (Turbulent priest), Paris : Gallimard (Série noire), 2007
- Titanic 2.0 La Mort rouge, Paris : Casterman Jeunesse (Romans), 2011
- Titanic 2.1 Cannibal City, Paris : Casterman Jeunesse (Romans), 2012

## Filmographie
Sauf indication contraire, les informations mentionnées dans cette section peuvent être confirmées par la base de données cinématographiques IMDb,  présente dans la section « Liens externes ».
- 1998 : Divorcing Jack de David Caffrey (scénariste, d'après son roman Divorce Jack)
- 1998 : Crossmaheart de Henry Herbert (scénariste, d’après son roman La Bicyclette de la violence)
- 2011 : The Devil You Know, court métrage (réalisateur et scénariste)
- 2000 : Wild About Harry de Declan Lowney (scénariste)
- 2003-2007 : La Loi de Murphy (Murphy’s Law), série télévisée (créateur, scénariste de quelques épisodes)
- 2007 : Rebus, série télévisée, 1 épisode (scénariste)
- 2013-2014 : Scúp, série télévisée (créateur)
- 2016 : The Journey (en) de Nick Hamm (scénariste)
- 2017 : Doc Martin (en), série télévisée, 1 épisode (scénariste)
- 2018 : Driven de Nick Hamm (scénariste et producteur)